# Baekje
Baekje lub Paekche (kor. 백제 [pɛk̚.t͈ɕe]) – historyczne koreańskie wczesnofeudalne królestwo , jedno z Trzech Królestw Korei .

## Dzieje
Powstanie państwa Baekje najczęściej datuje się na rok 18 p.n.e. , a jego pierwszym władcą według kronik Samguk sagi był Onjo, syn Dongmyeonga, założyciela królestwa Goguryeo.
Baekje przeżywało swój rozkwit w IV wieku, gdy obejmowało większość zachodniego wybrzeża Półwyspu Koreańskiego . Za panowania króla Kŭnch’ogo (346–375) sprawowało kontrolę nad całym dorzeczem rzeki Han w środkowej Korei, lecz następnie wdało się w konflikty z Goguryeo (Koguryŏ) i utraciło znaczną część terytorium .
W 384 roku oficjalnie przyjęło buddyzm , zapraszając mnichów z chińskiego Qin. Z okresu Baekje pochodzą klasztory buddyjskie Paegyang sa i Sudŏk sa.
Państwo było podzielone na pięć okręgów administracyjnych . Od III wieku w administracji królestwa wyróżniono 16 rang urzędniczych, zaś rząd tworzyło sześciu mianowanych przez króla ministrów. W 475 stolicę przeniesiono do miasta Ungjin (dzisiejsze Gongju), zaś w VI wieku do Sabi. Baekje utrzymywało kontakty z chińską Wschodnią dynastią Jin, a także z krajem Wa (Japonią) . Sojusze wśród Trzech Królestw kilkukrotnie się odwracały, np. w 433/434 Baekje zawarło układ z Sillą wymierzony przeciw rosnącej sile Koguryŏ, natomiast w VI i VII wieku Baekje i Koguryŏ współpracowały przeciw ekspansji Silli.
W 660 roku zostało podbite przez Sillę .

## Baekje i Japonia
Baekje najbardziej spośród Trzech Królestw utrzymywało kontakty z krajem Wa, czyli Japonią, przyczyniając się do kulturowego i społecznego rozwoju Japończyków. Według Nihon-shoki Japończycy mieli przyjąć za sprawą Baekje pismo chińskie, które wprowadził tam uczony Wani, a także nauczyć się tkania jedwabiu od Koreanki imieniem Maketu.
W 369 lub 372 roku król Baekje podarował Japończykom miecz Chiljido. Pod koniec IV wieku za rządów Ōjina Japonia zawarła sojusz z Baekje. V-wieczna inskrypcja na steli króla Kwanggaet’o z Koguryŏ odnotowuje najazd Wa na Półwysep Koreański, podczas którego Baekje, wbrew obietnicą składanym Koguryŏ, wchodziło w układy z Japończykami. Możliwe też, że po upadku Baekje (660) część jego dworzan i urzędników wyemigrowała na Wyspy, gdzie uczestniczyli w budowie nowej stolicy w Nara. Zapisy historyczne z Baekje były używane przy skompilowaniu tekstu Nihon-shoki, a zestawienie wzmianek o Baekje zawartych w Nihon-shoki z koreańskimi kronikami Samguk sagi pozwala skorygować 120-letnie przesunięcie chronologii w części Nihon-shoki.
W okresie japońskiego panowania kolonialnego forsowana była koncepcja Nissen dōsoron, jakoby Koreańczycy byli bocznym odłamem „rasy japońskiej”, a koreańskie królestwa wasalami Japonii. W odpowiedzi na japońską politykę wynaradawiania Korei, koreański działacz niepodległościowy i historyk Sin Ch’ae-ho twierdził, że to Baekje podbiło Japonię w V wieku, gdyż wtedy Japonia przejęła wyżej stojącą kulturę Baekje. Sformułowana w drugiej połowie XX wieku „teoria jeźdźców” (inaczej „teoria Kudara-Yamato”) głosi, że Baekje opanowało w IV wieku Wyspy Japońskie i przyczyniło się w ten sposób do utworzenia państwowości japońskiej. Teorię tę propagowali Egami Namio i Wontack Hong, natomiast skrytykowała ją m.in. japonistka Gina Barnes.